# 小行星1502
小行星1502（1502 Arenda）是一颗绕太阳运转的小行星，为主小行星带小行星。该小行星于1938年11月17日发现。
該小行星以比利時天文學家西維恩·阿蘭德命名。

## 轨道参数
小行星1502的轨道半长轴为2.7316527 UA，离心率为0.089。